# Municipio de Chester (condado de Crawford)
El municipio de Chester (en inglés: Chester Township) es un municipio ubicado en el condado de Crawford en el estado estadounidense de Arkansas. En el año 2010 tenía una población de 785 habitantes y una densidad poblacional de 11,35 personas por km².

## Geografía
El municipio de Chester se encuentra ubicado en las coordenadas 35°40′25″N 94°12′56″O / 35.67361, -94.21556. Según la Oficina del Censo de los Estados Unidos, el municipio tiene una superficie total de 69.18 km², de la cual 67,25 km² corresponden a tierra firme y (2,79 %) 1,93 km² es agua.

## Demografía
Según el censo de 2010, había 785 personas residiendo en el municipio de Chester. La densidad de población era de 11,35 hab./km². De los 785 habitantes, el municipio de Chester estaba compuesto por el 94,9 % blancos, el 0,13 % eran afroamericanos, el 1,66 % eran amerindios, el 0,51 % eran asiáticos, el 0,13 % eran de otras razas y el 2,68 % eran de una mezcla de razas. Del total de la población el 0,38 % eran hispanos o latinos de cualquier raza.